# アンドレア・モンテルミーニ
アンドレア・モンテルミーニ（Andrea Montermini, 1964年5月30日 - ）は、イタリア出身のレーシングドライバーである。モンテルミニと表記されることもある。

## 経歴

### ジュニアフォーミュラ
イタリア・フォーミュラ・アルファでランキング3位となり、1988年からイタリアF3選手権へステップアップ。1989年モナコグランプリ前座のF3で2位表彰台に立つ。同年のイタリアF3でも1勝を挙げ、ランキング4位となる。

### F3000
1990年から国際F3000選手権にステップアップ、ナイジェル・マンセルが共同オーナーとなったマンセル・マジウィック・モータースポーツに抜擢され開幕戦からポールポジション獲得など速さを見せるも、リタイアが多くシーズンを通じた成績ムラがありランキングは8位となった。同年にF1のBMSスクーデリア・イタリアのテストドライバーとして起用され、モンツァ合同テストでダラーラ・BMS190を駆りF1ドライブを経験。翌1991年もテストドライバー契約が延長された。
1991年、3001インターナショナルに移籍。チームメイトは前年もマジウィックで同僚だったジャン＝マルク・グーノンが移籍してきたことで2年続けてのコンビとなった。しかしチームがF3000では新興メイカーとなるラルト製シャーシを採用し、実績あるローラ勢やレイナード勢を相手に劣勢であったが、第2戦ポー市街地と第6戦ホッケンハイムでファステストラップを記録、ランキングは10位となった。同シーズンはF1スクーデリア・フェラーリのテストドライバーに抜擢され、641/2や642を使用したデータ収集に従事、F1予備軍と呼ばれるようになっていた。シーズンオフにはヴェンチュリ・ラルースのテストに参加しベルトラン・ガショーとのシート獲得競争となったが、ジェラール・ラルースは片山右京のチームメイトとしてガショー起用を決めたため、一旦F1行きを断念してF3000参戦をもう1年続けることになった。
1992年にイル・バローネ・ランパンテに移籍、前年にイギリスF3チャンピオンを獲得した19歳の若手ルーベンス・バリチェロがチームメイトとなった。モンテルミーニは予選でバリチェロよりも速く、第2戦ポー、第3戦カタロニアと連続ポールポジションを獲得。ポーではリタイヤだったが、カタロニアではポール・トゥ・フィニッシュで国際F3000参戦3年目にして初優勝を挙げる。第7戦スパからはフォルティ・コルセに移籍し、その初戦でPP・FL・優勝のハットトリックを決める。トータルではシーズン3勝、4度のポールポジションと活躍し、ルカ・バドエルに次ぐシリーズランキング2位を獲得。

### F1

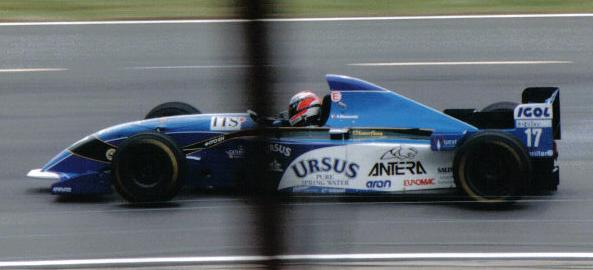
パシフィックのマシンをドライブするモンテルミーニ（1995年イギリスGP）

1993年からのF1レギュラー参戦を希望するも交渉は実らず、ベネトンのテストドライバーとして契約。テストスケジュールの合間を縫いインディカーに参戦し、第6戦デトロイト（ベル・アイル・パーク）では4位入賞の結果を残す。
1994年、第3戦サンマリノGP予選で事故死したローランド・ラッツェンバーガーの後任としてシムテックと契約、F1の実戦にデビューする。ところがデビュー戦となった第5戦スペインGPで予選中に最終コーナー立ち上がりでコースアウトしクラッシュ。フロントから斜めにウォールヒットしたマシンは左向きに回転しながらホームストレート中央で停止。メインモノコックが折れてしまい、モンテルミーニの両足が折れたマシンから見えているような状況で、モンテルミーニはヘリコプターで緊急搬送されたため、予選落ちとなった。診断の結果、足の踵と爪先の亀裂骨折を負っていた。
1995年、パシフィックに移籍。マシンの戦闘力が無く、最高位はドイツGPの8位だった。チームは同年限りでの撤退となり、新たなシートを探すこととなった。
1996年、F3000時代に所属した古巣であり、前年よりF1参戦を開始していたフォルティに移籍。しかしフォルティにとって新規導入された予選107%ルールが高い壁となり、モンテルミーニも4度の予選落ちをし、第10戦イギリスGPを最後にチームのフォードエンジン使用料不払いにより供給をストップされ、フォルティはF1撤退となった。
1997年、新規参戦チームのマスターカード・ローラのテストドライバーとして契約したが、開幕戦のオーストラリアGPでローラのあまりの不振にスポンサーであるマスターカードが即時撤退してしまい、チームは存続不可能となった。モンテルミーニのF1との関わりはこれが最後となった。

### スポーツカーレース
その後はFIA GT選手権、IMSA、ル・マン24時間レースなどスポーツカーレースに参戦する。ルマン24時間レースでは1998年と1999年に総合6位となった。2008年のInternational GT Openでは総合優勝を達成した。

## レース戦績

### 国際F3000選手権
| 年     | チーム                 | 1       | 2       | 3       | 4      | 5       | 6       | 7       | 8       | 9     | 10      | 11      | 順位 | ポイント |
| ------ | ---------------------- | ------- | ------- | ------- | ------ | ------- | ------- | ------- | ------- | ----- | ------- | ------- | ---- | -------- |
| 1990年 | マンセル・マジウィック | DON Ret | SIL 4   | PAU Ret | JER 3  | MNZ Ret | PER Ret | HOC Ret | BRH Ret | BIR 9 | BUG 2   | NOG Ret | 8位  | 13       |
| 1991年 | 3001インターナショナル | VLL Ret | PAU Ret | JER 3   | MUG 11 | PER 10  | HOC Ret | BRH 10  | SPA Ret | BUG 3 | NOG Ret |         | 10位 | 8        |
| 1992年 | バローネランパンテ     | SIL Ret | PAU Ret | CAT 1   | PER 3  | HOC 9   | NÜR Ret |         |         |       |         |         | 2位  | 34       |
| 1992年 | フォルティ・コルセ     |         |         |         |        |         |         | SPA 1   | ALB 1   | NOG 4 | MAG Ret |         | 2位  | 34       |

### F1
(key) 
| 年     | エントラント | シャーシ | エンジン    | 1       | 2       | 3       | 4       | 5       | 6       | 7       | 8       | 9       | 10      | 11      | 12      | 13      | 14      | 15      | 16      | 17      | WDC | ポイント |
| ------ | ------------ | -------- | ----------- | ------- | ------- | ------- | ------- | ------- | ------- | ------- | ------- | ------- | ------- | ------- | ------- | ------- | ------- | ------- | ------- | ------- | --- | -------- |
| 1994年 | シムテック   | S941     | フォード V8 | BRA     | PAC     | SMR     | MON     | ESP DNQ | CAN     | FRA     | GBR     | GER     | HUN     | BEL     | ITA     | POR     | EUR     | JPN     | AUS     |         | NC  | 0        |
| 1995年 | パシフィック | PR02     | フォード V8 | BRA 9   | ARG Ret | SMR Ret | ESP DNS | MON DSQ | CAN Ret | FRA NC  | GBR Ret | GER 8   | HUN 12  | BEL Ret | ITA Ret | POR Ret | EUR Ret | PAC Ret | JPN Ret | AUS Ret | NC  | 0        |
| 1996年 | フォルティ   | FG01B    | フォード V8 | AUS DNQ | BRA Ret | ARG 10  | EUR DNQ | SMR DNQ |         |         |         |         |         |         |         |         |         |         |         |         | NC  | 0        |
| 1996年 | フォルティ   | FG03     | フォード V8 |         |         |         |         |         | MON DNS | ESP DNQ | CAN Ret | FRA Ret | GBR DNQ | GER DNP | HUN     | BEL     | ITA     | POR     | JPN     |         | NC  | 0        |

### インディーカー・シリーズ/CART
| 年   | チーム                         | シャシー      | エンジン | 1       | 2   | 3   | 4    | 5   | 6     | 7   | 8      | 9      | 10  | 11  | 12  | 13     | 14  | 15  | 16     | 17     | 18     | 19     | 20  | 順位 | ポイント |
| ---- | ------------------------------ | ------------- | -------- | ------- | --- | --- | ---- | --- | ----- | --- | ------ | ------ | --- | --- | --- | ------ | --- | --- | ------ | ------ | ------ | ------ | --- | ---- | -------- |
| 1993 | ユーロモータースポーツ         | ローラ T92/00 | シボレー | SRF 25  | PHX | LBH | INDY | MIL | DET 4 | POR | CLE    | TOR 27 | MIS | NHM | ROA | VAN 19 | MDO | NZR | LAG    |        |        |        |     | 18位 | 12       |
| 1994 | ペイトン・コイン・レーシング   | ローラ T93/00 | フォード | SRF DNS | PHX | LBH | INDY | MIL | DET   | POR |        |        |     |     |     |        |     |     |        |        |        |        |     | 24位 | 10       |
| 1994 | キング・レーシング             | ローラ T94/00 | フォード |         |     |     |      |     |       |     | CLE 16 | TOR 7  | MIS | MDO | NHM | VAN    | ROA | NZR |        |        |        |        |     | 24位 | 10       |
| 1994 | プロジェクト・インディ         | ローラ T93/00 | フォード |         |     |     |      |     |       |     |        |        |     |     |     |        |     |     | LAG 9  |        |        |        |     | 24位 | 10       |
| 1999 | オール・アメリカン・レーサーズ | イーグル 997  | トヨタ   | MIA     | MOT | LBH | NZR  | RIO | STL   | MIL | POR    | CLE    | ROA | TOR | MIS | DET    | MDO | CHI | VAN 11 | LAG 24 | HOU 23 | SRF 15 | FON | 31位 | 2        |

### ル・マン24時間レース
| 年   | チーム                                   | コ・ドライバー                                | 使用車両             | クラス | 周回 | 総合順位 | クラス順位 |
| ---- | ---------------------------------------- | --------------------------------------------- | -------------------- | ------ | ---- | -------- | ---------- |
| 1998 | NISMO トム・ウォーキンショー・レーシング | ヤン・ラマース エリック・コマス               | 日産・R390 GT1       | GT1    | 342  | 6位      | 6位        |
| 1999 | クラージュ・コンペティション             | アレックス・カフィ ドメニコ・スキャッタレーラ | クラージュ・C52-日産 | LMP    | 342  | 6位      | 5位        |